# 8074 Slade
8074 Slade (1984 WC2) là một tiểu hành tinh vành đai chính được phát hiện ngày 20 tháng 11 năm 1984 bởi E. Bowell ở Palomar.